# El noveno mandamiento (película)
El noveno mandamiento es una película en blanco y negro coproducción de España y Argentina dirigida por Enrique Carreras sobre el guion de Federico Muelas con diálogos adicionales de Emilio Villalba Welsh, según la obra teatral de Ramos Carrión  que se estrenó el 23 de agosto de 1963 y que tuvo como protagonistas a Mercedes Carreras, Fernando Fernán Gómez, Susana Canales y Julio Peña. También fue exhibida con el título alternativo de La mujer de tu prójimo.

## Sinopsis
El reencuentro de dos amigos, casados con bellas mujeres con quienes iniciarán, sin saberlo, una aventura cruzada.

## Reparto
- Mercedes Carreras ... Marisa
- Fernando Fernán Gómez ... Andres Cortazar
- Susana Canales ... Nina
- Julio Peña ...Vicente del Valle
- Rafael Carret Bautista (mayordomo)
- Antonio Carrizo ... Julio Bustamante
- Ana María "Cachito" ...
- Mario Baroffio ... Inocencio Gimenez

## Comentarios
En Tiempo de Cine Antonio Salgado dijo que la película tenía:

”Una sola situación que se estiraba hasta el bostezo.”

El Mundo en su crónica opinó:

”Absoluta simplicidad. Es la intrascendencia hecha cine. Se asienta en el no desear la mujer del prójimo y realiza el juego de equívocos, utilizando dos matrimonios en un amago de intercambio de esposas que no pasa de eso.”

La Prensa consideró al filme:

”Fallido intento de hilaridad en una comedia inconsistente.”